# Петър Ацев (МПО)
 Тази статия е за представителя на МПО.  За ореовеца, прилепски войвода на ВМОРО вижте Петър Ацев.  
Петър Георгиев Ацев е български общественик, редактор на „Македонска трибуна“, национален секретар и шести по ред президент на централния комитет на Македонската патриотична организация.

## Биография
Ацев е роден в 1903 година в Скопие. Баща му Георги Ацев е служител в Скопската митрополия на Българската екзархия. След окупацията на Вардарска Македония от Сърбия в 1912 година родителите му го записват в еврейско училище, за да не учи в сръбско. Скоро обаче семейство Ацеви е принудено да емигрира в България и се установява в Ксанти, където Георги Ацев работи като счетоводител в Българската народна банка. По време на Първата световна война Ацев се завръща със семейството си в освободения си роден град, където баща му работи за БНБ, а по-късно е околийски началник. В 1918 година Ацеви окончателно напускат Скопие и се установяват в София, където Петър Ацев учи във Втора, а по-късно в Трета мъжка гимназия. В гимназията е член на македонската организация „П. К. Яворов“, а в Софийския университет, където продължава образованието си в специалност право, членува в дружество „Вардар“, като става първоначално негов секретар, а по-късно и председател. Наследява Асен Аврамов като първи секретар на Македонския младежки съюз и се опитва да укрепи организацията в тежките времена след убийството на Александър Протогеров и разкола във ВМРО. Ацев участва в издаването на вестник „Македония“, чийто редактори са Георги Кулишев, Велко Думев, Димитър Талев и Симеон Евтимов. Ацев е близък приятел с Кирил Дрангов и Димитър Талев.
В края на 1932 година Ацев е определен от ВМРО да заеме поста национален секретар на МПО с препоръки от завръщащите се в България дейци на МПО Асен Аврамов и Йордан Чкатров. След колебания и по съвета на Владо Черноземски Ацев заминава за САЩ и през декември поема организацията във времето на Великата депресия, когато се създава и опозиционният на МПО, левичарски и проюгославски настроен Македонски народен съюз.
След Деветнадесетомайския преврат Петър Ацев се обявява против идването на власт на политическия кръг „Звено“ и забраняването на македонските организации в България.
По повод подписването на пакта за вечно приятелство между Кралство Югославия и България Петър Ацев пише във вестник „Македонска трибуна“:
| „ | Нам днес предстои да водим борба срещу един съюз – съюзът между сръбските шовинисти и софийските предатели. | “ |

През 1940 година Петър Ацев редактира и издава „Македонски алманах“ по времето, когато е главен редактор на „Македонска трибуна“.
През есента на 1975 година Петър Ацев посещава България по покана на секретаря на Славянския комитет Никола Спиров, като единствено условие поставя Георги Пирински да не присъства на срещите. По време на престоя си в България Ацев посетил на два пъти и българския патриарх за разговори относно състоянието на македоно-българските църкви в САЩ и Канада. Петър Ацев с одобрението на Св. Синод се срещнал с Борис Дрангов, който е искан за свещеник в Америка.
Той е от групата в МПО, заедно с Христо Лагадинов, Тодор Чукалев, Христо Низамов, Христо Анастасов, Борислав Иванов, Иван Лебамов и Георги Лебамов, която се противопоставя срещу авторитаризма на Иван Михайлов и постепенно е изтласкан от ръководните постове на организацията.
Петър Ацев умира през 1982 година в Торонто, а съпругата му Дита Ацева и дъщеря му Дори Ацева Рейнолдс продължават дейността му. Дита Ацева, дъщеря на Атанас Лебамов, участва във Втория велик македонски събор в Благоевград през 1991 година. На името на Петър Ацев е кръстена и една от регионалните организации на МПО.